# Dā də bātorāno kor
Dā də bātorāno kor (paschtunisch دا د باتورانو کور ‚Dies ist die Heimat der Tapferen‘) ist die derzeit de facto verwendete Nationalhymne des Islamischen Emirats Afghanistan .
Es handelt sich um ein A-cappella vorgetragenes Naschid, das vollständig auf Instrumente verzichtet. Diese Praxis beruht auf der Auffassung vieler islamischer Gelehrter innerhalb der Taliban, wonach Musikinstrumente als Harām (religiös unzulässig) gelten.

## Entstehung und Autorenschaft
Die Hymne wurde weder durch ein formelles Gesetz eingeführt noch offiziell publiziert. Sie ist vermutlich bereits in den 1990er Jahren in den Reihen der Taliban entstanden, wobei konkrete Angaben zu Textautor und Komponist fehlen. Wie viele Taliban-Naschids ist auch Dā də bātorāno kor offenbar kollektiv oder anonym verfasst worden. Inhaltlich thematisiert der Text zentrale Ideale der Taliban: Tapferkeit, Glauben, Märtyrertum, Dschihad und die Verteidigung eines „reinen“ islamischen Staats.
Die wohl bekannteste Version der Hymne enthält die Stimme von Mullah Faqir Muhammad Darwesch, einem populären Munshid (Naschid-Sänger) der Taliban, der bereits während der ersten Taliban-Herrschaft (1996–2001) mit religiösen Gesängen in Erscheinung trat. Seine Interpretation verbreitete sich nach der erneuten Machtübernahme der Taliban im August 2021 rasch über staatliche Medienkanäle sowie soziale Netzwerke.

## Historischer und rechtlicher Kontext
Zwischen 2001 und 2021 war Dā də bātorāno kor nicht in Gebrauch. Während dieser Zeit bestand die international anerkannte Islamische Republik Afghanistan, deren Nationalhymne Milli Tharana  durch Artikel 20 der Verfassung von 2004 gesetzlich festgelegt wurde. Diese Hymne wurde 2006 eingeführt und enthielt unter anderem die Nennung aller ethnischen Gruppen Afghanistans sowie eine religiöse Bezugnahme auf den Namen Gottes.
Mit der Einnahme Kabuls durch die Taliban im August 2021 endete faktisch die Gültigkeit dieser Hymne. Zwar wurde sie völkerrechtlich nicht außer Kraft gesetzt, da das Islamische Emirat international nicht als legitime Regierung Afghanistans anerkannt ist, faktisch aber durch Dā də bātorāno kor ersetzt, das seither bei offiziellen Anlässen, in Schulen, auf Regierungsveranstaltungen und in Taliban-nahen Medien Verwendung findet.

## Musikalische Form und ideologische Funktion
Als Naschid unterscheidet sich Dā də bātorāno kor fundamental von klassischen Nationalhymnen: Es verzichtet vollständig auf orchestrale Begleitung und nutzt stattdessen rhythmischen Sprechgesang, harmonischen Sologesang und gelegentlich Chöre. Der Einsatz ausschließlich menschlicher Stimmen unterstreicht die islamistische Prägung der Taliban-Kulturpolitik und steht in bewusstem Kontrast zur vormals westlich geprägten Staatsästhetik der Islamischen Republik.
Neben ihrer symbolischen Funktion dient die Hymne auch als ideologisches Instrument: Sie vermittelt ein Bild nationaler Einheit unter islamischem Banner, das durch die Taliban interpretiert und kontrolliert wird. In diesem Sinne ist sie nicht nur Ausdruck religiöser Überzeugung, sondern auch ein Medium politischer Selbstvergewisserung.

## Text
Paschtunischer Text

(کورس:)

ساتو يې پۀ سرو وينو، دا د شهيدانو کور

دا د باتورانو کور، دا د باتورانو کور

ستا کاڼي او بوټي ټول، مونږه ته لعلونه دي

وينه پرې توی شوې ده، سرۀ لکه گلونه دي

کله يې څوک نيولای شي؟ دا دی د زمريانو کور

دا د باتورانو کور، دا د باتورانو کور

(کورس)

تا به تل آزاد ساتو، څوچې وي ژوندون زمونږ

ستا تاريخ به ياد ساتو، څوچې وي ژوندون زمونږ

دې کښې به بازان اوسي، دا دی د بازانو کور

دا د باتورانو کور، دا د باتورانو کور

(کورس)

ای گرانه وطن زما، ځار شمه لۀ تا نه زۀ

ای ښايسته چمن زما، ځار شمه لۀ تا نه زۀ

خلاص که لۀ انگرېز نه وو، شو د اورسانو گور

دا د باتورانو کور، دا د باتورانو کور

(کورس)

ډېرۍ ککرۍ گوره، پاتي د روسانو شوې

شنډېدۀ هر يو دښمن، واړۀ ارزوگانې شوې

هرچا ته معلوم شولو، دا د افغانانو کور

دا د باتورانو کور، دا د باتورانو کور

(کورس)
Übersetzung ins Deutsche

(Refrain)

Wir verteidigen dich mit unserem Blut, dies ist die Heimat der Märtyrer!

Dies ist die Heimat der Tapferen, dies ist die Heimat der Tapferen!

Alle deine Steine und Sträucher sehen für uns wie Rubine aus!

Auf sie ist Blut geflossen, sie sind alle rot wie Rosen.

Glaubst du, wir sind bezwingbar? Dies ist die Heimat der Löwen.

Dies ist die Heimat der Tapferen, dies ist die Heimat der Tapferen!

(Refrain)

Wir werden deine Freiheit schützen, solange unser Leben dauert.

Wir werden uns an deine Geschichte erinnern, solange unser Leben dauert.

Adler sollen uns bewohnen, dies ist die Heimat der Adler.

Dies ist die Heimat der Tapferen, dies ist die Heimat der Tapferen!

(Refrain)

O meine liebe Heimat, für deinetwegen habe ich mein Leben hingegeben!

O mein gnädiges Feld, für deinetwegen habe ich mein Leben hingegeben!

Einst von den Engländern befreit, sind wir ein Grab der Russen geworden!

Dies ist die Heimat der Tapferen, dies ist die Heimat der Tapferen!

(Refrain)

Sehen Sie sich diese vielen Schädel an, das haben die Russen hinterlassen!

Jeder Feind ist gescheitert, all ihre Hoffnungen zerschmettert!

Jetzt ist es allen klar, dass dies die Heimat der Afghanen ist!

Dies ist die Heimat der Tapferen, dies ist die Heimat der Tapferen!

(Refrain)